# Rookie
Ein Rookie (englisch: „Neuling, Anfänger, Frischling“) ist ein im Profisport noch unerfahrener Sportler. Der Begriff wird im US-Sport (Basketball, Eishockey, American Football, Baseball, Fußball) benutzt. Dort werden hoffnungsvolle und talentierte Spieler vom College oder von der Highschool in die Kader der National-Basketball-Association- (NBA), National-Hockey-League- (NHL), National-Football-League- (NFL), Major-League-Baseball- (MLB) und Major-League-Soccer-Mannschaften (MLS) aufgenommen (gedraftet), in denen sie ihre erste Profisaison als Rookie absolvieren.
Am Ende einer Saison wird der beste „Neuling“ als Rookie of the Year ausgezeichnet. In der NBA spielen die zehn besten Rookies der laufenden Saison in der Rookie-Challenge, die im Rahmen des NBA All-Star Games stattfindet, gegen die zehn besten Sophomores (Spieler im zweiten Profijahr).
Die Bezeichnung Rookie findet nicht nur in den USA Verwendung und auch nicht ausschließlich bei den oben genannten Sportarten, sondern beispielsweise auch im Lacrosse, im Paintball oder im Snowboardsport. Ebenfalls wird der Ausdruck Rookie in der Formel 1 und in der MotoGP benutzt. Auch bei den Modellfliegern, insbesondere bei den Jetfliegern mit Kerosinturbine, werden Anfänger so bezeichnet.
Der Begriff wird auch bei der nordamerikanischen Polizei verwendet und spiegelt sich so auch im Titel der kanadischen Serie Rookie Blue, des US-Films Rookie – Der Anfänger sowie der US-Serien California Cops – Neu im Einsatz (engl. The Rookies) und The Rookie wider.
Verwendung findet das Wort – unter gleicher Bedeutung wie oben genannt („Neuling, Anfänger, Frischling“) – auch in der deutschen Hip-Hop- und Rapszene. Vor allem bezieht es sich auf junge Künstler, die im Internet und ohne Vertrag ihre Musik der Öffentlichkeit präsentieren. Beispiele sind Olson Rough und ehemals auch der Rapper Vega, der den Ausdruck selbst benutzt, beispielsweise bei Nicht mehr feierlich (feat. Kid Kobra): „Kinderrookies“.

## Etymologie
Das Oxford English Dictionary gibt die Herkunft des Wortes als unsicher an, vermutet aber eine Verballhornung von „recruit“. Somit wäre ein Rookie im Sport ein „neurekrutierter“ Spieler.